# Iceland International 2003
Die Iceland International 2003 im Badminton fanden vom 13. bis zum 16. November 2003 in Reykjavík statt.

## Sieger und Platzierte
| Disziplin    | Gold                                  | Silber                         | Bronze                               |
| ------------ | ------------------------------------- | ------------------------------ | ------------------------------------ |
| Herreneinzel | Joachim Fischer Nielsen               | Bobby Milroy                   | Henrik Pærremand                     |
| Herreneinzel | Joachim Fischer Nielsen               | Bobby Milroy                   | Conrad Hückstädt                     |
| Dameneinzel  | Petya Nedelcheva                      | Miyo Akao                      | Ragna Ingólfsdóttir                  |
| Dameneinzel  | Petya Nedelcheva                      | Miyo Akao                      | Neli Boteva                          |
| Herrendoppel | Joachim Fischer Nielsen Jesper Larsen | David Lindley Kristian Roebuck | Tryggvi Nielsen Sveinn Sölvason      |
| Herrendoppel | Joachim Fischer Nielsen Jesper Larsen | David Lindley Kristian Roebuck | Stephen Foster Paul Trueman          |
| Damendoppel  | Petya Nedelcheva Neli Boteva          | Line Isberg Karina Sørensen    | Felicity Gallup Joanne Muggeridge    |
| Damendoppel  | Petya Nedelcheva Neli Boteva          | Line Isberg Karina Sørensen    | Ragna Ingólfsdóttir Sara Jónsdóttir  |
| Mixed        | Simon Archer Donna Kellogg            | Jesper Larsen Mie Nielsen      | Mike Beres Jody Patrick              |
| Mixed        | Simon Archer Donna Kellogg            | Jesper Larsen Mie Nielsen      | Helgi Jóhannesson Drífa Harðardóttir |

## Ergebnisse

### Herreneinzel Qualifikation
- Craig Goddard –  Daniel Reynisson: 15-9 / 15-5
- Stefan Halldor Jonsson –  Michael Trojan: 15-12 / 15-13
- Michael Lahnsteiner –  Orri Orn Arnason: 13-15 / 15-12 / 17-14
- Christos Poulios –  Bjarki Stefansson: 11-15 / 15-9 / 15-10
- Jesper Skau Madsen –  Tryggvi Nielsen: 15-7 / 8-15 / 17-16
- Peter Zauner-  Arthur Geir Josefsson: 15-4 / 15-2
- Rajiv Ouseph –  Atli Jóhannesson: 15-2 / 15-2
- Jonas Lyduch –  Sveinn Sölvason: 15-2 / 15-4
- Magnus Sahlberg –  Helgi Jóhannesson: 15-12 / 15-13
- Njörður Ludvigsson –  Roman Zirnwald: 15-1 / 15-5
- Craig Goddard –  Kari Fridriksson: 15-2 / 15-3
- Magnús Ingi Helgason –  Stefan Halldor Jonsson: 15-8 / 15-5
- Michael Lahnsteiner –  Christos Poulios: 15-6 / 15-2
- Jesper Skau Madsen –  Hugi Heimersson: 15-12 / 15-12
- Peter Zauner-  David Thor Gudmundsson: 15-5 / 15-12
- Rajiv Ouseph –  Jonas Lyduch: 5-15 / 17-15 / 15-5
- Magnus Sahlberg –  Holmsteinn Valdimarsson: 15-2 / 15-6
- Njörður Ludvigsson –  Fridrik Veigar Gudjonsson: 15-4 / 15-11

### Herreneinzel
- Joachim Fischer Nielsen –  Sho Sasaki: 15-4 / 15-4
- Jim Ronny Andersen –  Andrew South: 15-5 / 15-4
- Richard Vaughan –  Kristóf Horváth: 15-2 / 15-1
- Peter Zauner-  Njörður Ludvigsson: 15-12 / 5-15 / 15-5
- Roman Spitko –  Michael Lahnsteiner: 15-9 / 15-8
- Kyle Hunter –  Erick Anguiano: 15-7 / 15-5
- Tómas Viborg –  Kaveh Mehrabi: 15-7 / 15-10
- Henrik Pærremand –  Craig Goddard: 16-17 / 15-11 / 15-6
- Jens-Kristian Leth –  Martyn Lewis: 15-12 / 15-4
- Jan Fröhlich –  Magnus Sahlberg: 15-9 / 17-14
- Nicholas Kidd –  Rajiv Ouseph: 15-7 / 17-16
- Bobby Milroy –  Marc Zwiebler: 15-10 / 15-6
- Pedro Yang –  Toby Honey: 15-4 / 15-11
- Conrad Hückstädt –  Shinji Shinkai: 15-5 / 15-3
- Jesper Skau Madsen –  Charles Pyne: 15-13 / 15-13
- Jürgen Koch –  Magnús Ingi Helgason: 15-2 / 15-4
- Joachim Fischer Nielsen –  Jim Ronny Andersen: 15-5 / 15-3
- Richard Vaughan –  Peter Zauner: 15-3 / 15-1
- Roman Spitko –  Kyle Hunter: 15-3 / 15-7
- Henrik Pærremand –  Tómas Viborg: 15-9 / 15-11
- Jan Fröhlich –  Jens-Kristian Leth: 15-11 / 15-5
- Bobby Milroy –  Nicholas Kidd: 15-8 / 15-4
- Conrad Hückstädt –  Pedro Yang: 15-3 / 15-6
- Jürgen Koch –  Jesper Skau Madsen: 15-7 / 15-6
- Joachim Fischer Nielsen –  Richard Vaughan: 15-5 / 15-5
- Henrik Pærremand –  Roman Spitko: 15-12 / 15-8
- Bobby Milroy –  Jan Fröhlich: 15-8 / 15-7
- Conrad Hückstädt –  Jürgen Koch: 15-10 / 15-3
- Joachim Fischer Nielsen –  Henrik Pærremand: 15-1 / 15-13
- Bobby Milroy –  Conrad Hückstädt: 15-10 / 15-10
- Joachim Fischer Nielsen –  Bobby Milroy: 15-12 / 15-7

### Dameneinzel
- Petya Nedelcheva –  Adalheidur Palsdottir: 11-0 / 11-0
- Bing Huang –  Karitas Ósk Ólafsdóttir: 11-2 / 11-2
- Jody Patrick –  Jorunn Oddsdottir: 11-1 / 11-2
- Line Isberg –  Halldora Elin Johannsdottir: 8-11 / 11-9 / 11-8
- Susan Egelstaff –  Snjólaug Jóhannsdóttir: 11-1 / 11-1
- Ragna Ingólfsdóttir –  Mette Nielsen: 11-4 / 11-3
- Chie Umezu –  Tinna Helgadóttir: 11-3 / 11-0
- Christina Andersen –  Keelin Fox: 8-11 / 11-2 / 11-4
- Neli Boteva –  Sara Jónsdóttir: 11-8 / 11-6
- Solenn Pasturel –  Elsa Nielsen: 11-2 / 11-7
- Nigella Saunders –  Michelle Douglas: 11-7 / 11-1
- Kati Tolmoff –  Unnur Ylfa Magnusdottir: 11-0 / 11-0
- Nina Weckström –  Sophia Hansson: 8-11 / 13-10 / 11-9
- Eleanor Cox –  Katrín Atladóttir: 11-8 / 11-1
- Miyo Akao –  Mette Pedersen: 6-11 / 11-9 / 11-0
- Jenny Day –  Anna Margret Gudmundsdottir: w.o.
- Petya Nedelcheva –  Bing Huang: 11-5 / 11-3
- Jody Patrick –  Line Isberg: 11-2 / 11-1
- Ragna Ingólfsdóttir –  Susan Egelstaff: 13-12 / 11-9
- Chie Umezu –  Jenny Day: 11-1 / 11-0
- Neli Boteva –  Christina Andersen: 11-2 / 11-4
- Nigella Saunders –  Solenn Pasturel: 11-9 / 11-1
- Kati Tolmoff –  Nina Weckström: 11-7 / 11-3
- Miyo Akao –  Eleanor Cox: 11-3 / 11-2
- Petya Nedelcheva –  Jody Patrick: 11-4 / 11-8
- Ragna Ingólfsdóttir –  Chie Umezu: 6-11 / 13-10 / 11-3
- Neli Boteva –  Nigella Saunders: 11-4 / 11-2
- Miyo Akao –  Kati Tolmoff: 11-2 / 11-6
- Petya Nedelcheva –  Ragna Ingólfsdóttir: 11-3 / 11-2
- Miyo Akao –  Neli Boteva: 11-4 / 11-1
- Petya Nedelcheva –  Miyo Akao: 11-5 / 13-10

### Herrendoppel Qualifikation
- Fridrik Veigar Gudjonsson /  Holmsteinn Valdimarsson –  Kari Fridriksson /  Brynjar Gislasson: 15-7 / 15-12
- Arthur Geir Josefsson /  Daniel Reynisson –  Bjarki Stefansson /  Atli Jóhannesson: 15-13 / 15-10

### Herrendoppel
- Carl Goode /  Steven Higgins –  Michael Lahnsteiner /  Roman Zirnwald: 15-11 / 15-11
- Tryggvi Nielsen /  Sveinn Sölvason –  Vitaliy Durkin /  Simon Mollyhus: 15-4 / 15-14
- Daniel Glaser /  Hugi Heimersson –  Craig Goddard /  Jamie Neill: 15-1 / 17-14
- Bruce Topping /  Mark Topping –  Harald Koch /  Peter Zauner: 12-15 / 15-9 / 15-8
- Helgi Jóhannesson /  Broddi Kristjánsson –  Fridrik Veigar Gudjonsson /  Holmsteinn Valdimarsson: 15-5 / 15-3
- Orri Orn Arnason /  David Thor Gudmundsson –  Arthur Geir Josefsson /  Daniel Reynisson: 15-13 / 15-8
- Joachim Fischer Nielsen /  Jesper Larsen –  Nicholas Kidd /  Magnus Sahlberg: 15-2 / 15-5
- Giorgos Patis /  Theodoros Velkos –  Magnús Ingi Helgason /  Njörður Ludvigsson: w.o.
- Matthew Hughes /  Martyn Lewis –  Carl Goode /  Steven Higgins: 15-13 / 15-10
- David Lindley /  Kristian Roebuck –  Giorgos Patis /  Theodoros Velkos: 15-6 / 15-6
- Joakim Hansson /  Tómas Viborg –  Daniel Glaser /  Hugi Heimersson: 15-11 / 15-8
- Bruce Topping /  Mark Topping –  Andrew Bowman /  Graeme Smith: 10-15 / 15-9 / 15-13
- Stephen Foster /  Paul Trueman –  Helgi Jóhannesson /  Broddi Kristjánsson: 15-11 / 15-7
- Chris Langridge /  Robin Middleton –  Orri Orn Arnason /  David Thor Gudmundsson: 15-2 / 15-6
- Joachim Fischer Nielsen /  Jesper Larsen –  Mike Beres /  Kyle Hunter: 15-7 / 15-6
- Tryggvi Nielsen /  Sveinn Sölvason –  Dennis S. Jensen /  Martin S Jensen: w.o.
- David Lindley /  Kristian Roebuck –  Joakim Hansson /  Tómas Viborg: 15-4 / 11-15 / 15-10
- Stephen Foster /  Paul Trueman –  Bruce Topping /  Mark Topping: 15-10 / 17-14
- Joachim Fischer Nielsen /  Jesper Larsen –  Chris Langridge /  Robin Middleton: 15-2 / 15-9
- Tryggvi Nielsen /  Sveinn Sölvason –  Matthew Hughes /  Martyn Lewis: w.o.
- David Lindley /  Kristian Roebuck –  Tryggvi Nielsen /  Sveinn Sölvason: 12-15 / 15-10 / 15-7
- Joachim Fischer Nielsen /  Jesper Larsen –  Stephen Foster /  Paul Trueman: 15-11 / 15-3
- Joachim Fischer Nielsen /  Jesper Larsen –  David Lindley /  Kristian Roebuck: 15-8 / 15-9

### Damendoppel
- Hayley Connor /  Jenny Day –  Tinna Helgadóttir /  Halldora Elin Johannsdottir: 15-6 / 15-3
- Line Isberg /  Karina Sørensen –  Katrín Atladóttir /  Drífa Harðardóttir: 15-9 / 8-15 / 15-8
- Neli Boteva /  Petya Nedelcheva –  Thorbjorg Kristinsdottir /  Unnur Ylfa Magnusdottir: 15-1 / 15-0
- Mie Nielsen /  Mette Pedersen –  Elsa Nielsen /  Adalheidur Palsdottir: 15-3 / 15-11
- Ragna Ingólfsdóttir /  Sara Jónsdóttir –  Maria Alm /  Mette Nielsen: 15-11 / 15-11
- Vigdís Ásgeirsdóttir /  Brynja Pétursdóttir –  Anna Margret Gudmundsdottir /  Jorunn Oddsdottir: w.o.
- Karitas Ósk Ólafsdóttir /  Snjólaug Jóhannsdóttir –  Hayley Donnelly /  Michelle Douglas: w.o.
- Felicity Gallup /  Joanne Muggeridge –  Hayley Connor /  Jenny Day: 15-6 / 15-6
- Line Isberg /  Karina Sørensen –  Vigdís Ásgeirsdóttir /  Brynja Pétursdóttir: 15-10 / 15-11
- Neli Boteva /  Petya Nedelcheva –  Mie Nielsen /  Mette Pedersen: 15-6 / 15-4
- Ragna Ingólfsdóttir /  Sara Jónsdóttir –  Karitas Ósk Ólafsdóttir /  Snjólaug Jóhannsdóttir: 15-0 / 15-7
- Line Isberg /  Karina Sørensen –  Felicity Gallup /  Joanne Muggeridge: 12-15 / 17-16 / 15-9
- Neli Boteva /  Petya Nedelcheva –  Ragna Ingólfsdóttir /  Sara Jónsdóttir: 12-15 / 15-4 / 15-5
- Neli Boteva /  Petya Nedelcheva –  Line Isberg /  Karina Sørensen: 7-15 / 15-9 / 15-10

### Mixed
- Chris Langridge /  Jenny Day –  Tryggvi Nielsen /  Elsa Nielsen: 13-15 / 15-8 / 15-13
- Simon Mollyhus /  Karina Sørensen –  Magnús Ingi Helgason /  Tinna Helgadóttir: 13-15 / 15-2 / 15-1
- Robin Middleton /  Hayley Connor –  Orri Orn Arnason /  Vigdís Ásgeirsdóttir: 15-3 / 15-2
- Matthew Hughes /  Joanne Muggeridge –  Donal O’Halloran /  Bing Huang: 14-17 / 15-5 / 15-12
- Mike Beres /  Jody Patrick –  Martin S Jensen /  Maria Alm: 15-7 / 15-6
- Simon Mollyhus /  Karina Sørensen –  David Thor Gudmundsson /  Halldora Elin Johannsdottir: 15-5 / 15-4
- Simon Archer /  Donna Kellogg –  Graeme Smith /  Michelle Douglas: 15-3 / 15-0
- Helgi Jóhannesson /  Drífa Harðardóttir –  Robin Middleton /  Hayley Connor: 15-6 / 15-6
- Charles Pyne /  Nigella Saunders –  Fridrik Veigar Gudjonsson /  Adalheidur Palsdottir: 15-1 / 15-2
- Jesper Larsen /  Mie Nielsen –  Njörður Ludvigsson /  Katrín Atladóttir: w.o.
- Chris Langridge /  Jenny Day –  Andrew Bowman /  Hayley Donnelly: w.o.
- Jesper Larsen /  Mie Nielsen –  Matthew Hughes /  Joanne Muggeridge: 5-15 / 5-5
- Mike Beres /  Jody Patrick –  Chris Langridge /  Jenny Day: 11-15 / 15-7 / 15-5
- Simon Archer /  Donna Kellogg –  Simon Mollyhus /  Karina Sørensen: 15-3 / 15-11
- Helgi Jóhannesson /  Drífa Harðardóttir –  Charles Pyne /  Nigella Saunders: 15-7 / 5-15 / 15-10
- Jesper Larsen /  Mie Nielsen –  Mike Beres /  Jody Patrick: 15-13 / 15-12
- Simon Archer /  Donna Kellogg –  Helgi Jóhannesson /  Drífa Harðardóttir: 15-3 / 15-7
- Simon Archer /  Donna Kellogg –  Jesper Larsen /  Mie Nielsen: 15-13 / 15-4